# David Gilmour (album)
A David Gilmour első szólóabluma David Gilmour-nak, a Pink Floyd énekes-gitárosának, amely 1978-ban jelent meg.

## Számok
Az összes dalt David Gilmour írta, a kivételek fel vannak tüntetve:
1. Mihalis – 5:46 (a 2006-ban újrakevert változaton már 6:00 hosszúságú)
2. There's No Way Out Of Here – 5:08 (Ken Baker) (a 2006-ban újrakevert változaton már 5:24 hosszúságú)
3. Cry from The Street – 5:13 (Gilmour/Stuart) (a 2006-ban újrakevert változaton már 5:18 hosszúságú)
4. So Far Away – 6:04 (a 2006-ban újrakevert változaton már 6:12 hosszúságú)
5. Short And Sweet – 5:30 (David Gilmour/Roy Harper) (a 2006-ban újrakevert változaton már 5:33hosszúságú)
6. Raise My Rent – 5:33 (a 2006-ban újrakevert változaton már 5:49 hosszúságú)
7. No Way – 5:32 (a 2006-ban újrakevert változaton már 6:14 hosszúságú)
8. Deafinitely – 4:27 (a 2006-ban újrakevert változaton már 4:29 hosszúságú)
9. I Can't Breathe Anymore – 3:04 (a 2006-ban újrakevert változaton már 3:40 hosszúságú)

## Közreműködők
- David Gilmour – gitár, ének, billentyűs hangszerek, lap steel gitár (No Way és I Can't Breathe Anymore), producer, borító
- Willie Wilson – dob, ütőhangszerek
- Rick Wills – basszusgitár, háttérének
- Mick Weaver - zongora (So Far Away)
- Carlena Williams - háttérének (There's No Way Out of Here és So Far Away)
- Debbie Doss - háttérének (There's No Way Out of Here és So Far Away)
- Hipgnosis - borító, fényképek
- Sangwook Nam - 2006-os újrakeverés
- Doug Sax - 2006-os újrakeverés

## Toplista
| Év   | Toplista   | Helyezés | Térség        |
| ---- | ---------- | -------- | ------------- |
| 1978 | Pop Albums | 29       | Észak-Amerika |

## Külső hivatkozások
- Hivatalos oldal (angolul)